# Nationalisme palestinien

Drapeau de la Palestine.

Le nationalisme palestinien est une idéologie nationaliste qui appelle à la formation et l'indépendance d'un État palestinien et, depuis 1948, à la disparition de l'État d'Israël. Initialement formé en opposition à l'Empire ottoman puis au sionisme, il a ainsi rejeté l'occupation des territoires palestiniens par le gouvernement israélien depuis la guerre des Six Jours de 1967. 
Le nationalisme palestinien s'est ensuite internationalisé et s'est attaché à d'autres idéologies. Les nationalistes palestiniens s'appuient souvent sur des traditions politiques plus larges dans leur idéologie , des exemples étant le socialisme arabe et le nationalisme ethnique dans le contexte du nationalisme laïc ou du nationalisme religieux musulman. Des croyances similaires ont façonné le gouvernement palestinien et continuent de le faire.
Le nationalisme palestinien naît à la fin du XIXe siècle quand la Palestine est sous contrôle ottoman. Il s'intègre au mouvement d'émancipation nationaliste pan-arabe. Après la Première Guerre mondiale, il demande le rattachement de la Palestine mandataire au royaume de Syrie dans le contexte de la création d'une Grande Syrie. Mais après la conquête du royaume par les Français et l'échec des aspirations du roi Fayçal, il se cristallise autour de l'indépendance de la Palestine passée entretemps sous contrôle britannique et également objet des revendications du mouvement sioniste.
Dès 1920, Mohammed Amin al-Husseini devient l'un des principaux leaders du nationalisme palestinien avec pour but la création d'un État arabe palestinien indépendant. Il s'oppose activement au sionisme et est considéré comme l'instigateur de 1921 à 1937 de certaines des émeutes violentes en réaction au projet de l’établissement d'un « Foyer juif » en Palestine dont le massacre d'Hébron en 1929. Des émeutes arabes se propagent contre plusieurs agglomérations juives, les plus meurtrières éclatent à Jérusalem en 1920 et à Jaffa en 1921 ce qui amène à limiter les dispositions de la déclaration Balfour sur l'immigration juive, afin d'apaiser la population arabe. Elles sont ensuite suspendues par Herbert Samuel, le Haut-Commissaire britannique en Palestine qui décrète l’état d'urgence, et nomme Mohammed Amin al-Husseini grand mufti de Jérusalem.
Entre 1936 et 1939, la population arabe palestinienne entre en rébellion contre les autorités britanniques et en conflit avec la communauté juive lors de la grande révolte arabe de Palestine qui se solde par plus de 5 000 morts côté arabe[réf. nécessaire] mais la promesse d'une indépendance dans les 10 ans et la restriction de l'immigration juive. C'est au tour des Juifs d'entrer en rébellion. Le conflit entre les deux nationalismes s'accentue.
Le rejet arabe du plan de partage mène à la guerre israélo-arabe de 1948 qui se solde par un nouvel échec des aspirations nationalistes palestiniennes avec la naissance de l'État d'Israël, l'annexion et l'occupation du reste de la Palestine par la Transjordanie et l'Égypte ainsi que l'exode de la population palestinienne.
Le mouvement subit un choc supplémentaire après 1967 quand les Israéliens prennent le contrôle de l'ensemble de la Palestine ex-mandataire après la guerre des Six Jours. C'est à cette époque que naît l'Organisation de libération de la Palestine (OLP) de Yasser Arafat qui prône la violence armée pour atteindre ses objectifs contre Israël.
Entre la fin des années 1980 et le début des années 2000, la population des territoires palestiniens occupés se révolte au cours de deux intifadas. Ces dernières permettent le lancement de négociations visant à résoudre le conflit israélo-palestinien mais qui échouent. Parallèlement, des groupes armés palestiniens organisent des attentats contre la population israélienne.
Après la mort de Yasser Arafat, les divisions palestiniennes s'accentuent. Le Hamas, issu d'une organisation islamiste des années 1980, prend le contrôle de la bande de Gaza et continue d'entretenir un conflit avec Israël, qui organise alors le blocus de la bande. Le nouveau président palestinien, Mahmoud Abbas reste en continuité avec la voie diplomatique empruntée depuis les années 1980 par Yasser Arafat et recherche un soutien international dans les revendications palestiniennes, tandis qu'Israël continue l'expansion de ses colonies en Cisjordanie et à Jérusalem-Est.
Le 29 novembre 2012, l'Assemblée générale des Nations unies acte la reconnaissance internationale de l'État de Palestine en lui donnant le statut d'« État observateur non membre » de l'ONU.
Les groupes nationalistes également comprennent des membres chrétiens palestiniens et nombre de nationalistes palestiniens connus étaient de foi chrétienne comme Emil Ghouri, Georges Habache, Nayef Hawatmeh ou Wadie Haddad.
Les divisions entre nationalistes suscitent fréquemment des affrontements tendus sur des objectifs idéologiques particuliers, un exemple étant le fossé entre les Palestiniens islamistes favorables à un État plus autoritaire et les peuples centristes et laïcs favorables à l’autodétermination démocratique. Les Palestiniens favorables à la non-violence se heurtent aussi fréquemment aux ultranationalistes (laïcs comme islamistes) qui prônent et s'engagent dans la violence politique tant à l'intérieur qu'à l'extérieur d'Israël.

## Les préliminaires du nationalisme palestinien

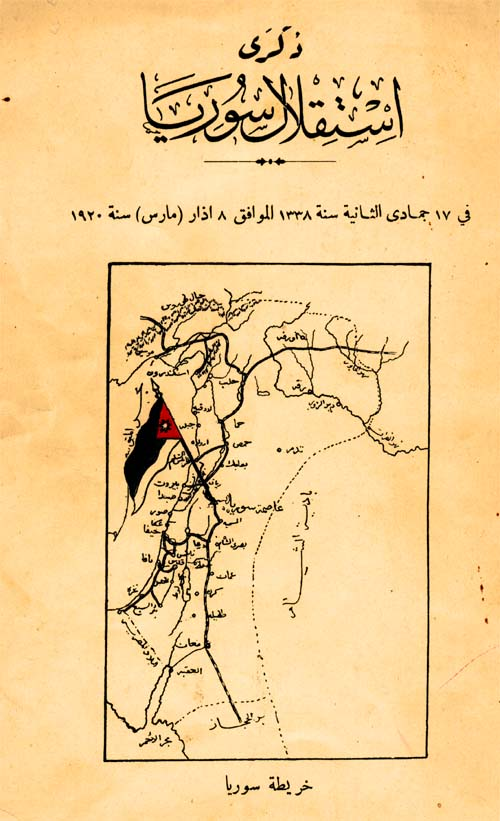
Territoire revendiqué par les nationalistes arabes en 1919 : refusant la séparation de la Palestine de la Syrie

L'effondrement de l'Empire ottoman à la fin de la Première Guerre mondiale a été accompagné par l’émergence du nationalisme dans ses provinces arabes, particulièrement en Syrie, considérée à cette époque comme incluant le Liban et le nord de la Palestine. Tandis que le nationalisme arabe et le nationalisme syrien tendaient à préserver les liens avec l'Empire ottoman, le nationalisme palestinien naissant a été marqué par une hostilité à une présence et une immigration étrangère, juive en particulier. La plupart des historiens considèrent qu'il débute avec le Mandat britannique. L'historien palestinien Rashid Khalidi, le date de l'aube du XXe siècle,.
À la fin du XIXe siècle, se structure un nationalisme juif, le sionisme, qui soutient la création d'un État-nation juif en Palestine qu'il définit comme « Terre d'Israël ». En 1917, la Déclaration Balfour prévoit l'établissement d'un « foyer national pour le peuple juif » sur ce territoire, sans préjudice pour les droits civiques et religieux des communautés non-juives existantes et le statut des juifs dans tout autre pays. En 1919 est signé l'Accord Fayçal-Weizmann en tant qu'élément de la conférence de paix de Paris. Cet accord prévoyait l’établissement d'une coopération judéo-arabe pour le développement d'une patrie juive et d'une nation arabe en Palestine.
Dans la même année se tient à Jérusalem le Congrès arabe palestinien qui exige l'annulation de la déclaration de Balfour et l'inclusion de la Palestine comme partie intégrante du gouvernement arabe indépendant de la Syrie et rejette le sionisme tout en acceptant l'aide britannique à la condition de ne pas empiéter sur la souveraineté arabe en Palestine envisagée en tant qu'élément d'un État syrien indépendant. En 1910-1911, cet antisionisme se cristallise autour de l'opposition à l'achat par les sionistes d'une vaste étendue de terre dans la vallée de Jezreel, à Fula, près des ruines de la forteresse croisée de La Fève (en) conquise par Saladin en 1183. On voit alors surgir l'association entre juifs et croisés qui demeurera par la suite une constante rhétorique du nationalisme arabe.

### Période du nationalisme arabe sous le mandat britannique
Avec la victoire britannique sur l'Empire ottoman, plus de dix millions d'Arabes se retrouvent sous les autorités françaises et britanniques. L'Arabie saoudite est formée et signe des accords économiques avec les britanniques et le reste des territoires mandataires gagnent l'indépendance progressivement comme l'Irak en 1932, la Syrie en 1943, le Liban en 1944 ou la Jordanie en 1946. Les accords Sykes-Picot poussent un certain nombre de familles arabes à adopter une perspective pan-islamiste et nationaliste arabe. Certains nationalistes arabes rejettent la nouvelle administration britannique, avec un sentiment « anti-européen et anti-chrétien ». Le territoire de la Palestine est quant à lui prévu par les Occidentaux pour accueillir le « foyer national juif » (sans objections d'Hussein ben Ali lors des négociations avec les Britanniques ). La Déclaration Balfour de 1917 reconnait de jure cette décision qui sera reconnu en 1920 par les grandes puissances de l'époque. Les Arabes de Palestine ne sont pas consultés pour différentes raisons : ayant combattu contre les Alliés et n'étant pas une entité reconnue ou souveraine du territoire. Après la guerre, de nouvelles organisations politiques sont créées par la nouvelle génération arabe, défendant le panarabisme (Grande Syrie) et rejetant les projets britanniques. Les traités et arrangements conduisent à la radicalisation du monde arabe, ainsi que de la population arabe de la Palestine. Dès 1920, des manifestations contre la séparation du mandat de la Syrie éclatent et des attaques se produisent contre les Britanniques. Néanmoins les réactions de violences ne se matérialisent pas en révolte, comme ce fut le cas en Irak. La population arabe est bien informée de la situation politique, et des inquiétudes se font savoir quant à la population juive grandissante. L'une des réactions est la formation de sociétés secrètes. Les annales arabes reprennent cette année comme l'« année de la catastrophe » (Am al-Nakba).

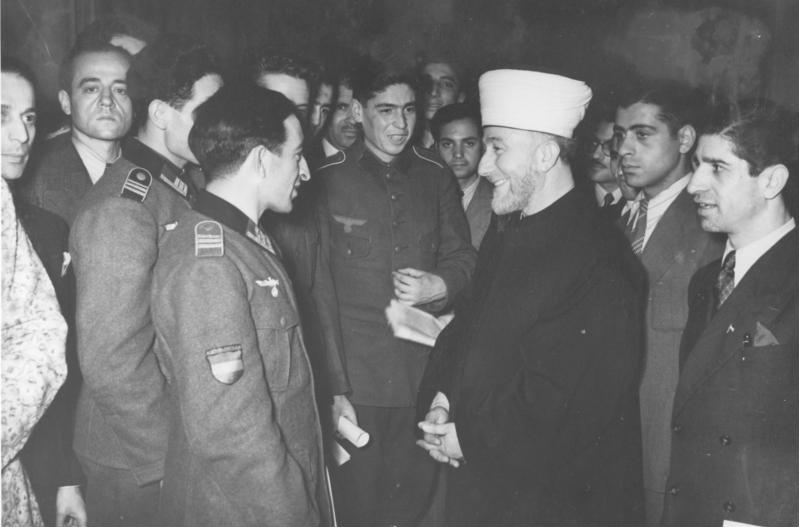
Haj Amin al-Husseini, principale figure du nationalisme arabe de Palestine, avec des volontaires SS musulmans, à Berlin, en décembre 1942

Haj Amin al-Husseini, figure religieuse et dirigeant antisioniste encourage l'hostilité contre les Juifs. Il s'oppose également au progrès que les Juifs apportent, comme étant un danger pour la culture arabe et s'oppose à la modernité chez les Juifs, par exemple il déplore « les filles juives qui courent en short démoralisent notre jeunesse par leur simple présence ». Influencé par son maître, Muhammad Rashid Rida, il souhaite tout comme Hassan el-Banna une « renaissance islamique ». Il aurait déclaré déjà en 1918, que « les sionistes seront massacrés jusqu'au dernier homme ».
Le 4-5 avril 1920, durant les révoltes à Jérusalem, des affiches sont placardées sur les murs de la vieille ville incitant à la violence : « Tuez les Juifs. Il n'y a pas de punition pour le meurtre de Juifs ». Après les massacres, al-Husseini est condamné à dix ans de prison, mais en 1921, le gouverneur britannique Herbert Samuel tente de l'amadouer et le nomme comme Mufti de Jérusalem. al-Husseini à la tête du Conseil suprême musulman choisi des professeurs et des prêcheurs islamiques hostiles aux Juifs et il répand en particulier la rumeur selon laquelle les Juifs viseraient à « détruire la mosquée al-Aqsa pour reconstruire le temple ». Avant la révolte de 1929, al-Husseini et d'autres prédicateurs islamiques incitent à nouveau aux violences : « celui qui tue un juif est assuré d'une place au paradis ».
En réaction Haïm Weizmann estime que l'hostilité arabe est par essence économique, plutôt que politique. Le Ahdut ha-Avodah, tente de consolider les relations arabo-juives à travers une « solidarité ouvirère » tout comme l'organisation socialiste ha-Po'el haTza'ir qui prône une coexistence. À noter qu'en 1920, l'organisation Muslim National Associations est créée pour contrer l'antisionisme, considérant le peuple juif comme un peuple ami.
En octobre 1929, le « gang de la main verte » est formé et harcèle par des attaques armées les communautés juives de Galilée, jusqu'à son élimination par les forces britanniques en été 1930.
En outre, des migrants musulmans peuplent la région au début du mandat,, et se voient renforcés par 50 000 migrants supplémentaires depuis les régions avoisinantes durant la période mandataire. Ceux-ci se concentraient dans des villes, comme Haïfa, et étaient des travailleurs salariés, vivant souvent dans des huttes. Dans les années 1930, le nombre trop important de migrants et une récession économique, mènent nombre d'entre eux à vivre dans la misère et provoque de l'agitation parfois violente. Izz al-Din al-Qassam, alors une importante figure religieuse à Haïfa, exploite la situation en tissant des liens avec ces derniers, et y recrute les combattants de son jihad.
Dès les années 1920, le Cheikh al-Qassam instillait un sentiment de jihad contre l'autorité française en Syrie, avant de s'enfuir à Haïfa et y prêcher le jihad. Des activités terroristes sont menées à Haïfa et en Galilée sous son commandement. En 1930, il obtient une fatwa du Mufti de Damas, contre les Britanniques et les Juifs. Il lance alors sa milice dans des attaques terroristes contre les villages juifs. Des activités terroristes sont menées à Haïfa et en Galilée sous son commandement.
Pour Bernard Lewis, al-Husseini cherche dès le 31 mars 1933 à détruire le Yishouv, mais également à créer une alliance avec l'Allemagne nazie contre les Juifs. Après la mort de al-Qassam, Haj Amin al-Husseini maintient le financement de la milice et par la suite incite également ses fidèles à mener un jihad contre les Juifs,. Il forme ainsi sa propre milice jihadiste Jaych al-Jihad al-Mouqaddas. Durant la même période, la traduction en arabe du livre antisémite Les Protocoles des Sages de Sion et la publication de propagande antijuive dans des journaux arabes, renforcent l'hostilité anti-juive. Haj Amin al-Husseini reprendra progressivement les thèses antisémites européennes dans son jihad
En octobre 1933, durant une grève générale, des Arabes attaquent les Juifs à Haïfa, utilisant des armes à feu et de la dynamite à grande échelle. Face aux violences arabes, les autorités britanniques proposent notamment des plans de partage du territoire, tout comme les représentants sionistes, sans que ceux-ci ne soient jugés favorablement par les représentants des parties arabes concernées. À noter que durant les événements de 1933, des Arabes en faveur d'une réconciliation avec les Juifs, sont les cibles d'assassinats, ainsi que des Arabes modérés ou des policiers arabes. Fawzi Darwish al-Husseini et Fahmi Taha, qui entretiennent de bonnes relations avec les Juifs, sont assassinés par des adeptes d'al-Husseini.
Durant cette période, des perspectives radicales progressent au sein de la population arabe. La période voit aussi la formation des premières structures politiques arabes, comme le Parti Istiqlal (panarabe) puis le Parti de la défense nationale (pro-britannique) qui sera sujet à une campagne d'assassinats. Pour Yosef Gorny : « Celles-ci étaient nouvelles, non pas dans leur antisionisme ou leur tendance à la violence, mais dans leur forte opposition à la domination britannique et leur vision du terrorisme comme une arme dans la lutte contre les Juifs et les Britanniques ».
Dans le Yishouv, Haïm Weizmann, perçoit les violences arabes de 1935-1936 comme étant « un phénomène artificiel suscité par les effendis corrompus, qui exploitaient le peuple à leurs propres fins ». La direction du Yishouv est partagée entre différentes approches sur le problème, et adopte des positions conciliatrices. Par exemple Haïm Arlosorov propose une approche bolchévique, Moshe Beilinson un fédéralisme pour rassurer les inquiétudes Arabes tandis que Katzenelson qui perçoit la révolte comme « du fascisme, de l'impérialisme et de l'hitlérisme arabe soutenu par des gouvernements intéressés », opte pour une rapprochement direct entre paysans juifs et paysans arabes.
En janvier 1935, al-Husseini publie une fatwa, décrivant la Palestine mandataire comme « terre islamique », interdisant la vente de terres à des Juifs et condamnant les « comportements immoraux », engagent un processus d'islamisation de la société arabe.
Au sein de la confrérie des frères musulmans, est créée l'« organisation secrète », dirigée par Salah Achmaoui. Sous la couverture du scoutisme pour dissimuler aux autorités britanniques ses fonctions, elle devient rapidement une structure armée, qui participera à la Grande révolte arabe de 1936 sous Hajj Amin al-Husseini, puis à l'invasion des armées arabes de 1948. Les Frères musulmans acquièrent ainsi de l'expérience paramilitaire durant ces conflits. Les militants d'Husseini étaient galvanisés au jihad et citaient Ibn Tamiya et Ibn Wahhab, tout en se référant au combat contre les croisés. Durant la Grande révolte arabe, les Frères musulmans lancent une campagne de propagande en faveur des rebelles et « vantant le nazisme »,. La propagande djihadiste accusent les Juifs d'être derrière tous les maux sociaux. Matthias Küntzel note qu'au début de la Grande révolte arabe, en 1936 : « les tracts et les signes arabes sur les murs étaient marqués du symbole nazi, bien en évidence ». En 1937, il dirige un groupe de jeunesse (Le jihad sacré), inspiré de la jeunesse hitlérienne. La révolte marque également la tentative d'al-Husseini d'en faire un conflit pan-islamique, demandant l'aide du monde musulman pour défendre les lieux saints islamiques et collectant des soutiens financiers.
En 1937, les autorités britanniques reconnaissent le Haut comité arabe et d'autres comités comme les responsables d'« une campagne organisée de terrorisme ». Le 13 octobre, al-Husseini s'enfuit du mandat et une vague de terreur s'ensuit. En 1941, il commande le jihad également contre les Britanniques, et ordonne que le combat soit mené jusqu'au dernier sioniste. En 1941, Husseini qui avait ordonné la guerre au nom de l'islam jusqu'au dernier juif, est expulsé du mandat. al-Husseini part en Irak et participe au coup d'État qui s'accompagne d'un massacre de Juifs. Il obtient l'asile en Allemagne nazie auprès d'Hitler, qui le surnomme le « Grossmufti », et entretient des contacts avec les responsables de la « solution finale », dont Eichmann, Ribbentrop et en particulier Himmler. Selon Simon Wiesenthal, il aurait également été en contact avec le commandant d'Auschwitz Rudolf Hoess, de Mauthausen Franz Ziereis, Theresienstadt Siegfried Seidl et Belsen Josef Kramer. Selon divers historiens, c'est durant cette période qu'il pense un plan d'extermination des Juifs, en particulier ceux de Palestine,. Selon l'analyse de David Motadel, dans l'ensemble, l'influence du Mufti sur les dirigeants du régime nazi semble avoir été « limité ».
Le 26 novembre 1942, Haj Amin al-Husseini incite à la violence à la radio : « Massacrez les Juifs ! Leur sang versé plait à Allah ! ». Il s'implique dans la Shoah des Balkans en recrutant avec Himmler des musulmans en Bosnie pour former l'unité SS 13 Handschar et d'Albanie dans la division SS Skanderberg, qui avec l'Arabisches Freiheitskorps, est active en Macédoine. Se rangeant du côté de l'Axe, il soutient les troupes nazies en Afrique du Nord (qui sont accompagnées de einsatzgruppen) et participe également au génocide des Juifs de Croatie et de Hongrie (notamment en recrutent des volontaires SS). Husseini déclare : « Les Allemands savent se débarrasser des Juifs… Ils ont définitivement résolu le problème Juif ». Dans ses mémoires il affirmera avoir reçu l'approbation d'Hitler dans l'extermination des Juifs de Palestine et du monde arabe dans ce qu'il décrit comme « d'une manière conforme à nos aspirations nationales et raciales et selon les méthodes scientifiques innovées par l'Allemagne dans le traitement de ses Juifs ».
Dans un discours du 5 novembre 1943, al-Husseini réitère ses thèses antisémites. al-Husseini tente de mobiliser les musulmans en formulent une théorie du complot se réfèrent à des « documents sionistes secrets » qu'il ne cite pas, et selon laquelle le mouvement sioniste serait une menace pour les lieux saints du Hajj : « Ils avaient prouvé que le Royaume d'Israël engloberait l'espace entre la Méditerranée et le golfe Persique. En plus de la Palestine [un tel royaume comprendrait] le Liban, la Syrie, la Transjordanie, l'Irak, une partie du Royaume d'Arabie Saoudite et une partie du Royaume égyptien. Les Juifs mettent les lieux saints du Hajj en grand danger et volent aux Arabes et à l'Islam les fruits de leur terre, qu'ils ont défendue pendant treize siècles avec le sang de leurs martyrs ». Husseini justifie ses thèses antisémites en affirmant que les Juifs « tourmentent le monde depuis des siècles et sont l'ennemi des Arabes et de l'Islam ». al-Husseini continue dans sa diabolisation : « Ils vivaient comme une éponge parmi les peuples, suçaient leur sang, s'emparaient de leurs biens, portaient atteinte à leur moralité tout en revendiquant les droits des habitants locaux ». Il ajoute plusieurs stéréotypes sur les Juifs (« malveillant, mensonger et perfide», etc.) et justifie son rejet des plans de partitions de la Palestine qui mènent à la création d'un État juif, décrit comme « un grand danger pour toute l'humanité ». Pour al-Husseini : « C'est un coup de poignard sanglant au cœur de la patrie arabe! L'établissement d'un Commonwealth juif en Palestine soumettrait les pays arabes et tous les pays du Moyen-Orient au danger de l'exploitation économique juive et à la conspiration juive mondiale ».
Ce dernier prêche de nombreuses fois au massacre des Juifs, dont à ses unités SS musulmanes dans une déclaration du 4 mai 1944 : « Tuez les Juifs tuez où que vous les trouviez… Cela plaît à Allah ». En juillet 1945, la Yougoslavie le place sur sa liste des criminels de guerre recherchés. Husseini est par la suite nommé comme dirigeant des Frères musulmans en Palestine et s'exile.

## Les années marquantes: 1948, 1967 et 1987
Le 14 mai 1948, la déclaration d'indépendance de l'État d'Israël crée l'État d'Israël. L'exode palestinien de 1948 modifie radicalement la politique palestinienne. L'expérience de réfugiés et la perte de leur terre provoquent chez les Palestiniens un sentiment particulier. De plus, les Palestiniens accusent les Arabes de n'avoir pas suffisamment mobilisé la population et de n'avoir pas véritablement combattu comme il fallait pendant la guerre israélo-arabe de 1948-1949, qui affirmerait un désintérêt pour la cause palestinienne. Cela pousse à la création d'un mouvement national palestinien, fondé sur trois revendications fondamentales : l'abolition d'Israël en tant qu'État juif à l'exclusion des autres groupes, l'indépendance de l'État palestinien, et l'application du droit au retour des Palestiniens sur toute la Palestine.
En 1959, Yasser Arafat, Salah Khalaf et Khalil al-Wazir créent le Fatah, mouvement politiquement neutre, bien que favorisant le nationalisme palestinien qui finira par prendre le dessus sur son rival le Mouvement nationaliste arabe de Georges Habache.
Du 5 juin au 11 juin 1967, Israël écrase ses voisins lors de la guerre des Six Jours. En plus du Golan et du Sinaï, Israël occupe dès lors la bande de Gaza, la Cisjordanie et Jérusalem-Est, qui rappelle le mandat britannique, sous les règles d'Israël. À la suite du conflit, les Fedayins palestiniens s'installent sur la rive Est du Jourdain, en Jordanie, d'où ils mènent la résistance palestinienne. La bataille de Karameh est une victoire sans précédent des fedayins et ainsi de la résistance palestinienne, qui propulse le sentiment nationaliste palestinien. Ainsi, en 1964, l'OLP, jusqu'ici essentiellement sous contrôle de l'Égypte nationaliste arabe de Gamal Abdel Nasser, passe sous l'influence des nationalistes palestiniens par la prise de contrôle du mouvement par le Fatah.
Le 17 juillet 1968 au Caire, la charte de l’OLP devient la Charte nationale palestinienne. Elle déclare le territoire de la Palestine mandataire indivisible et patrie du peuple arabe palestinien. Yasser Arafat, dirigeant du Fatah, prend la tête de l'OLP le 4 février 1969 et le garde jusqu'à sa mort le 11 novembre 2004.
En 1972, la prise d'otages des Jeux olympiques de Munich et ses conséquences médiatiques permettent aux Palestiniens une reconnaissance en tant que Palestinien et non que simple Arabe de Palestine. Elle est un effet désastreux sur l'image de la lutte armée palestinienne.
La première intifada, de 1987 à 1993, marque un tournant pour le nationalisme palestinien. Ce sont les Palestiniens de Cisjordanie et de la bande de Gaza qui luttent. La demande de ces populations est quelque peu différente de celle de la diaspora palestinienne, puisqu'ils réclament l'indépendance, plutôt que le droit au retour. Ainsi, en 1993, à la suite des accords d'Oslo, l'idée jusque-là défendue par les nationalistes palestiniens d'un État binational séculier palestinien est abandonné au profit de l'idée de deux États séparés sur la Palestine, l'un juif, l'autre arabe, sujet tabou depuis les années 1970 jusqu'à ce qu'Arafat reconnaisse Israël, sous la pression des États-Unis. Mais, la première Intifada voit aussi la naissance du Hamas, mouvement islamique de Ahmed Yassine, qui concurrence le nationalisme palestinien en même temps qu'il en crée une forme nouvelle islamisée. Les brigades des martyrs d'Al-Aqsa par exemple, une des milices du Fatah, lors de la seconde intifada intègrent l'idée de nationalisme palestinien et d'islamisme.

## Utilisation du terrorisme
Lors du mandat britannique, le mouvement nationaliste palestinien soutenu par le mufti de Jérusalem encourage le djihad, comme violence politique. Izz al-Din al-Qassam déclare[Quand ?] que son combat est un djihad, et incite à la violence par la mort en martyr. Plus tard[Quand ?], les méthodes terroristes font partie des moyens politiques utilisés par les dirigeants des mouvements palestiniens. Yasser Arafat l'encourage jusqu'à la signature des accords d’Oslo en 1993, dans lesquels il promet d'y mettre fin. De nos jours[Quand ?], les civils israéliens sont toujours la cible de groupes palestiniens, comme le Hamas, le Jihad islamique palestinien et le Comité de résistance populaire. Ces groupes sont reconnus comme terroristes par divers États dont le Conseil de l'Union européenne et le département d'État des États-Unis.

## Nationalistes palestiniens notables
- Mohammed Amin al-Husseini
- Hassan Salameh
- Fawzi al-Qawuqji
- Georges Habache
- Ahmed Saadat
- Ismaël Haniyeh
- Cheikh Yassine

## Des loyautés nationales, politiques et religieuses concurrentes

### Panarabisme laïc

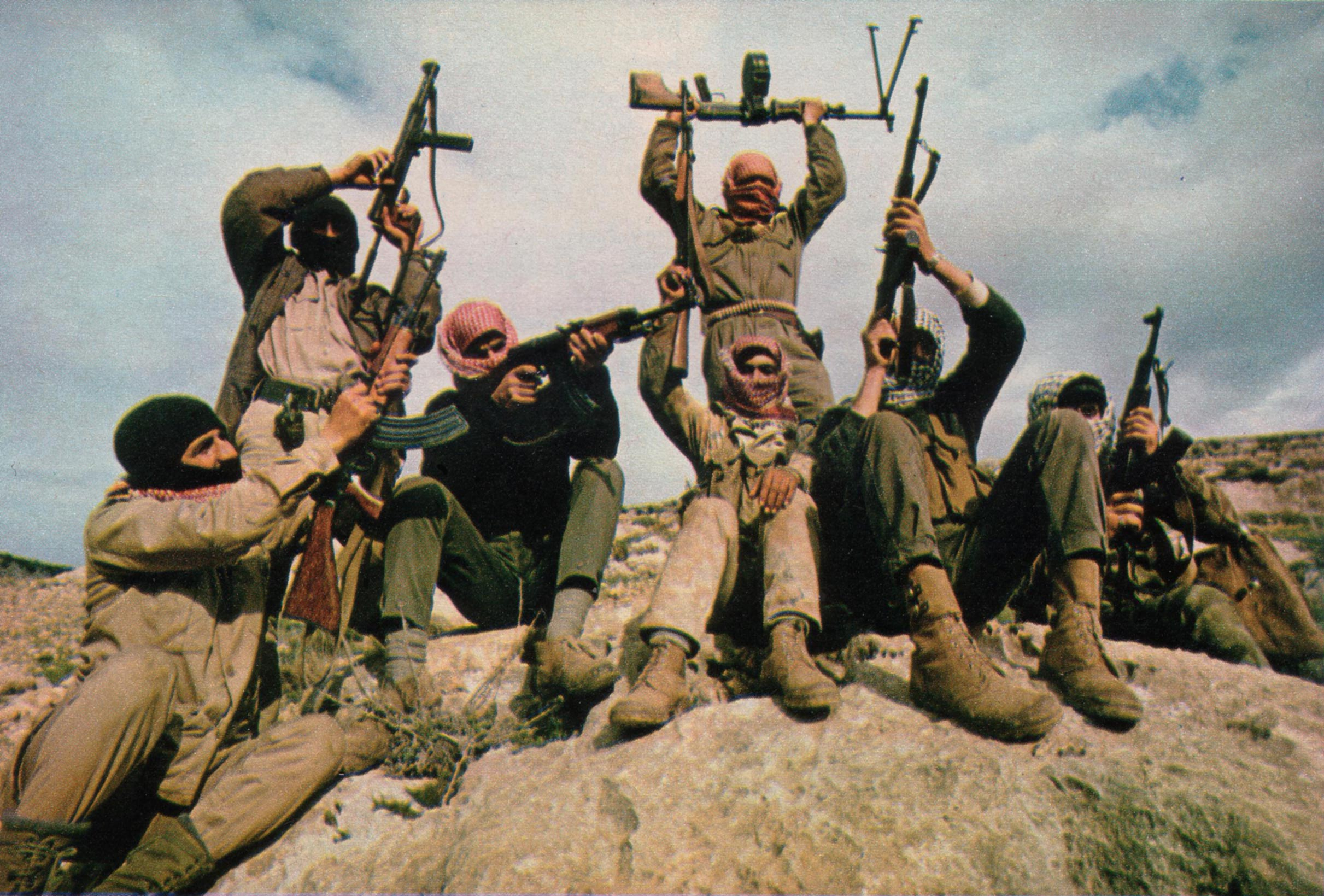
Une patrouille du FPLP en Jordanie, 1969.

Certains groupes au sein de l’OLP ont une vision plus panarabiste que le Fatah, et le Fatah lui-même n’a jamais renoncé au nationalisme arabe en faveur d’une idéologie nationaliste strictement palestinienne. Certains membres panarabes justifient leurs vues en affirmant que la lutte palestinienne doit être le fer de lance d’un mouvement panarabe plus large.
De nombreux groupes palestiniens sont reliés au régime baasiste syrien de Hafez el-Assad et par la suite au régime de son fils Bachar el-Assad au sein des Dix de Damas,. Des groupes sont directement alignés sur le régime syrien comme as-Saiqa et la Liwa al-Quds. Le FPLP-CG qui est issu d'une scission non marxiste du FPLP, est quant à lui directement relié à l'Armée arabe syrienne en tant que milice et s'est battu de son côté pendant la guerre civile syrienne à l'instar de la Liwa al-Quds qui est elle directement reliée à l'Armée arabe syrienne en tant que division.
Autre exemple, le FPLP marxiste considérait la « révolution palestinienne » comme la première étape vers l'unité arabe et comme indissociable d'une lutte anti-impérialiste mondiale[réf. nécessaire].
Les groupes panarabes ont également de nombreux chrétiens dans leurs rangs[réf. nécessaire].
Il semble toutefois y avoir un consensus général parmi les principales factions palestiniennes selon lequel la libération nationale prime sur les autres allégeances, notamment le panarabisme, le baasisme, l'islamisme et l'internationalisme prolétarien[réf. nécessaire].
D'autres organisations antisionistes, socialistes et anti-impérialistes ont émergé dans les années 1980, comme le Mouvement de la jeunesse palestinienne, principalement composé d'Arabes et de Palestiniens de la diaspora[réf. souhaitée].

### Islamisme
L'islamisme palestinien est le premier acteur contre le mouvement sioniste dans les années 1930. Il connaît une nouvelle naissance en 1987 avec la première Intifada et l'institutionnalisation de l'OLP. Selon Gérard Chaliand et Arnaud Blin, la fin du bloc soviétique entraîne la fin du terrorisme palestinien laïque, qui est substitué par le terrorisme islamiste.
La branche palestinienne des Frères musulmans est particulièrement importante.
En 1952 est créé le mouvement Hizb al-Tahrir al-Islami, par le Palestinien Salih Sirriyya, se séparant de la branche jordanienne de l'organisation. Le mouvement avance principalement comme objectif, le retour du califat islamique et l'établissement d'un État islamique, propager la da'wa et implémenter le djihad. Le djihad est commandé en tant que commandement général (fard kifaya) et non comme une obligation personnelle ou (fard al-ayn). Le mouvement prend le nom de « parti de la liberté » et est particulièrement populaire en Cisjordanie. En 2007, un rassemblement de 10 000 membres à El-Bireh proteste pour le parti et son projet de l'« établissement du califat ». Hizb al-Tahrir est le premier groupe terroriste à s'inspirer par Sayyid Qutb. Au cours de son arrestation en Égypte en 1954, Sayyud Qutb rédige son principal écrit djihadiste dans lequel il utilise la haine des Juifs comme thèse centrale de ces écrits. Ceux-ci étant accusés d'être la source « de toutes contaminations ». Qutb défend la supériorité des « croyants » et l’annihilation par le Jihad. Pour Qutb, l'État juif fait partie d'« une conspiration sioniste universelle ».
Pour Jean-François Bayart, les terroristes palestiniens des années 1980 se voient comme des chevaliers d'Allah et comme la perpétuation des combattants arabes qui ont formé les Empires Ommeyades ou Fatimides.
Pour Peter R. Demant, le Hamas perçoit le conflit avec Israël comme une guerre de religion, entre « le bon islam contre le judaïsme maléfique ». De plus, le Hamas intègre les thèses antisémites européennes dans son jihad.
Le Jihad islamique ne se contente pas de préparer au al-Mujama al-Islami, mais prône le Jihad en Palestine contre les Juifs. L'organisation a aussi un groupe étudiant lié aux Frères musulmans, Al-Jamia al-Islamiya, qui prône le jihad et se voit comme garant de la société islamique. L'organisation vise par ses activités à mener à une nation islamique globale, par un djihad mondial. Le Jihad islamique prend comme inspiration Hassan al-Banna et Sayyid Qutb mais aussi la révolution islamique iranienne et le Hezbollah.
L'organisation islamiste partage avec le Fatah l'objectif d'unification des nations islamiques, qui continueront le jihad visant à la destruction d'Israël. Cependant après la guerre du Kippour en 1973, le Fatah limite progressivement ses objectifs à l'indépendance politique des Palestiniens, principalement à travers des négociations avec Israël et la violence politique. Dans les années 1980, le Jihad islamique identifie l'OLP comme un jahiliyya pire que l'État d'Israël.
Le conflit entre l'organisation et le Hamas est illustré par la déclaration de juin 1888 de l'organisation islamiste qui accuse la seconde d'être « rien de plus qu'une partie de la conspiration des occupants juifs ».
Selon Emanuel Gross, le terrorisme contre les Juifs est alors plus utilisé pour affaiblir l'État d'Israël que comme une tentative de destruction du peuple juif dans un contexte djihadiste mondial.
Les groupes islamistes palestiniens tissent des réseaux de financement à travers le monde. Les États-Unis condamnent plusieurs Palestiniens pour ce soutien, comme Abelhaleem Hasan Abdelraziq Ashqar condamné en 2007 par la justice américaine pour son engagement dans le groupe terroriste Hamas.